# Józef Bentkowski
Józef Bentkowski (ur. 19 marca 1812 na Kujawach, zm. 15 (27) sierpnia 1890 w Stawropolu) – polski i rosyjski badacz geografii ekonomicznej i historii Kaukazu, powstaniec listopadowy.
Uczęszczał do szkoły średniej we Włocławku, a potem w Płocku. Od 1830 służył w armii carskiej. Wziął udział w powstaniu listopadowym, jednak w związku z tym nie został represjonowany. Od 1832 służył w armii rosyjskiej poza Polską, od początku 1834 na Kaukazie, przez większą część czasu w jednostkach kozackich. W 1857 r. przeszedł w stan spoczynku, osiadł na północnym przedpolu Kaukazu i zajął się badaniem stosunków gospodarczych Kaukazu, w tym zwłaszcza danych statystycznych gospodarki tego rejonu. Prowadził także studia nad nowożytną historią Kaukazu i etnografią tutejszych ludów. Napisał blisko 200 prac naukowych. Członek, a od 1871 sekretarz stawropolskiego Komitetu Statystycznego.